# Bél nemzetség
A Bél (Bel, Ugh, Ug) nemzetség ősi birtokai Eger városától északra, a Mátra és a Bükk-vidék hegyei közt fekvő  egykori Bél völgyében, Apátfalva körül feküdtek, a felette levő hegyet ma is Bél-kőnek nevezik.

## Története
A Bél völgyét választotta ki magának, vagy ezt kapta lakóhelyéül a nemzetség őse és e területet népesítette be. Hogy mi volt az ős neve biztosan nem tudható. Egy alkalommal a nemzetséget Ug nemzetségnek is mondták, s feltételezhetjük, hogy ez volt a nemzetség ősének neve, és Bélnek csak azért nevezték utódját, mert a Bél völgyében lakott.
Első adatunk a 12. századból maradt fenn, mikor a nemzetség egyik ősének följegyzése az apátfalvi monostort a kunok monostorának nevezte (Abbatia B. Mariae Triumfontium Cumaronum), kún származású volt, s leszármazottai 1282-re már 12 ágazatot alkottak.
E nemzetségből származtak a Monos-Béli, Szentmárton Béli, Bekölczey, Mikófalvi és Sajó-Németi Bekény, Sajó-Németi, Bellyen, Sajó-Németi Ugfi és más Borsod megyei családok is.
A gyorsan megsokasodott nemzetség hamar kinőtte a Bél völgyet, s a Bükk hegység másik oldalán is szereztek maguknak birtokokat. Ezek közül különösen nevezetes volt Sajónémeti, amelyhez akkor még Czenterfalva is tartozott. Az övék volt Visnyó és a ma már ismeretlen Vilyó is. A Rimaszombattól délkeletre eső Bellyént azonban már csak Bekény ága szerzeményének tekinthetjük.
A Bél nemzetség 13. századi ténykedéséről kevés adat maradt fenn:
II. Miklós 1288-ban Rátót Dezső fölhatalmazottja volt Igriczi megvételénél. 
IV. Laczk (László) pedig Drugeth Fülöp jászai várnagya volt, és 1324-ben az Erne unokák birtokaiból őt is megajándékozta a király a mára már ismeretlen Iztreng és a Miskolctól délre eső Aranyos nevű falvakkal.
Rátót fia, III. László 1332-1333-ban Csetneki László tisztje volt.
III. (Ördög) Mihály és VIII. János 1342-ben a Debreczeni család tanúi közt szerepelt.
A nemzetség ősi birtokait korán, már a 13. század elkezdték szétosztogatni:
- Rátót és II. Mikó részüket 1282-ben kapták meg; és a határjárási oklevél adatai szerint e rész Mikófalva területe volt, és később e helység az utóbb említett Mikóról nyerte nevét. Rátót is helységet alapított a neki jutó földön, mely egy  1413-ban kelt oklevél szerint ekkor még fennállt Mikófalva és Bél között.

1293-ban I. Mikó II. Mikót és Bak II. Andrást tette meg örökösévé, mivel utódai nem születtek.
1295-ben egy oklevél szerint Gergely fiainak Bócs és Szarvaskő között, Mónosbélen volt birtoka, melynek egy részét később ugyancsak II. Mikó szerezte meg, mivel I. Pál nem tudta kifizetni anyja hitbérét és nővére leánynegyedét, így azt birtokban adták ki.
1350 előtt Csanád fiainak birtokrészei Rátót fia Jánosra és Bökény (Bekény?) fiaira szálltak.
1381-ben pedig egyszerre 14 Bél nemzetségbeli nemes - többek közt egy Bekölczey, egy Rátót és egy Csonka vezetéknevű is - lépett fel Borsod megye közgyűlésén azzal az állítással, hogy az apátfalvai monostor kegyúri joga őket illeti, mely nagyban valószínűsíti, hogy a birtoklási jog ekkorra már valószínűleg kicsúszott a Bél nemzetség tagjainak kezei közül, ebből következtehető az is, hogy a béli monostor alapítója, Kilit egri püspök is a Bél nemzetségből származott.

## A Bél nemzetség ágai
A Bél nemzetség-nek 16 ága ismert, melyek a következők:
- I.    Ipót
- II.   Károly
- III.  Zerje (Zerjes)
- IV.   I. Tamás
- V.    I. Gergely
- VI.   I. András
- VII.  Csanád
- VIII. Lampert
- IX.   Szilveszter
- X.    I. Ivánka
- XI.   Bers comes
- XII.  II. János
- XIII. Ugra
- XIV.  III. János
- XV.   I. István
- XVI.  Bökény